# Кінгс-Пойнт (Ньюфаундленд і Лабрадор)
Кінгс-Пойнт (англ. King's Point) — містечко в Канаді, у провінції Ньюфаундленд і Лабрадор.

## Населення
За даними перепису 2016 року, містечко нараховувало 659 осіб, показавши скорочення на 2,4%, порівняно з 2011-м роком. Середня густина населення становила 14,2 осіб/км².
З офіційних мов обидвома одночасно володіли 5 жителів, тільки англійською — 655.
Працездатне населення становило 54,6% усього населення, рівень безробіття — 35,6% (45,5% серед чоловіків та 24% серед жінок). 94,9% осіб були найманими працівниками, а 3,4% — самозайнятими.
Середній дохід на особу становив $38 095 (медіана $23 552), при цьому для чоловіків — $57 160, а для жінок $20 208 (медіани — $42 080 та $18 016 відповідно).
32,7% мешканців мали закінчену шкільну освіту, не мали закінченої шкільної освіти — 32,7%, 36,4% мали післяшкільну освіту, з яких 17,9% мали диплом бакалавра, або вищий.
| Статево-вікова структура населення | Статево-вікова структура населення | Статево-вікова структура населення | Статево-вікова структура населення | Статево-вікова структура населення |
| ---------------------------------- | ---------------------------------- | ---------------------------------- | ---------------------------------- | ---------------------------------- |
|                                    |                                    |                                    |                                    |                                    |
| Всього                             | Всього                             | 49,2%50,8%                         |                                    |                                    |
| 0 — 14 років                       | 0 — 14 років                       |                                    | 11,5%                              | 11,5%                              |
| 15 — 64 років                      | 15 — 64 років                      |                                    | 70%                                | 70%                                |
| 65 і більше                        | 65 і більше                        |                                    | 18,5%                              | 18,5%                              |
| 85 і більше                        | 85 і більше                        |                                    | 1,5%                               | 1,5%                               |
| Середній вік (років)               | Середній вік (років)               | 44,845,8                           | 45,3                               | 45,3                               |
| Медіана (років)                    | Медіана (років)                    | 47,648,4                           | 48,0                               | 48,0                               |
| — чоловіки — жінки                 |                                    |                                    |                                    |                                    |

| Походження мешканців:     | Походження мешканців:     | Походження мешканців: | Походження мешканців: | Походження мешканців: |
| ------------------------- | ------------------------- | --------------------- | --------------------- | --------------------- |
| Походження                |                           |                       | осіб                  | %                     |
| Корінні американці        | Корінні американці        |                       | 25                    | 4.2%                  |
| Інше північноамериканське | Інше північноамериканське |                       | 365                   | 61.34%                |
| Європейське               | Європейське               |                       | 285                   | 47.9%                 |
| британське                | британське                |                       | 260                   | 43.7%                 |
| французьке                | французьке                |                       | 20                    | 3.36%                 |

| Зайнятість населення за галузями (за класифікацією NOC): | Зайнятість населення за галузями (за класифікацією NOC): | Зайнятість населення за галузями (за класифікацією NOC): | Зайнятість населення за галузями (за класифікацією NOC): | Зайнятість населення за галузями (за класифікацією NOC): |
| -------------------------------------------------------- | -------------------------------------------------------- | -------------------------------------------------------- | -------------------------------------------------------- | -------------------------------------------------------- |
|                                                          |                                                          |                                                          |                                                          |                                                          |
| Управління                                               | Управління                                               |                                                          | 3,4%                                                     | 3,4%                                                     |
| Бізнес, фінанси та адміністрування                       | Бізнес, фінанси та адміністрування                       |                                                          | 3,4%                                                     | 3,4%                                                     |
| Природничі та прикладні науки                            | Природничі та прикладні науки                            |                                                          | 3,4%                                                     | 3,4%                                                     |
| Охорона здоров'я                                         | Охорона здоров'я                                         |                                                          | 6,9%                                                     | 6,9%                                                     |
| Освіта, правозахист, муніципальні та урядові служби      | Освіта, правозахист, муніципальні та урядові служби      |                                                          | 15,5%                                                    | 15,5%                                                    |
| Мистецтво, культура, відпочинок та спорт                 | Мистецтво, культура, відпочинок та спорт                 |                                                          | 3,4%                                                     | 3,4%                                                     |
| Роздрібна торгівля та послуги                            | Роздрібна торгівля та послуги                            |                                                          | 24,1%                                                    | 24,1%                                                    |
| Гуртова торгівля, транспорт та обладнання                | Гуртова торгівля, транспорт та обладнання                |                                                          | 31%                                                      | 31%                                                      |
| Природні ресурси, сільське господарство                  | Природні ресурси, сільське господарство                  |                                                          | 6,9%                                                     | 6,9%                                                     |
| Виробництво                                              | Виробництво                                              |                                                          | 3,4%                                                     | 3,4%                                                     |

## Клімат
Середня річна температура становить 3,4°C, середня максимальна – 19,2°C, а середня мінімальна – -14,9°C. Середня річна кількість опадів – 1 084 мм.
| Клімат поселення                              | Клімат поселення | Клімат поселення | Клімат поселення | Клімат поселення | Клімат поселення | Клімат поселення | Клімат поселення | Клімат поселення | Клімат поселення | Клімат поселення | Клімат поселення | Клімат поселення | Клімат поселення |
| Показник                                      | Січ.             | Лют.             | Бер.             | Квіт.            | Трав.            | Черв.            | Лип.             | Серп.            | Вер.             | Жовт.            | Лист.            | Груд.            |                  |
| Середній максимум, °C                         | −2,81            | −3,5             | 0,90             | 6,50             | 12,13            | 17,26            | 19,21            | 18,83            | 14,28            | 8,87             | 4,03             | −1,7             |                  |
| Середня температура, °C                       | −8,5             | −9,18            | −4,79            | 0,81             | 6,44             | 11,57            | 15,94            | 15,55            | 11,03            | 5,61             | 0,77             | −4,97            |                  |
| Середній мінімум, °C                          | −14,19           | −14,87           | −10,48           | −4,87            | 0,77             | 5,89             | 12,68            | 12,29            | 7,77             | 2,35             | −2,49            | −8,23            |                  |
| Норма опадів, мм                              | 84               | 80               | 71               | 67               | 85               | 93               | 90               | 106              | 101              | 112              | 104              | 91               |                  |
| Середньомісячна швидкість вітру, м/с          | 6.48             | 6.10             | 6.00             | 5.50             | 4.98             | 4.72             | 4.41             | 4.54             | 5.08             | 5.48             | 6.07             | 6.44             |                  |
| Середньомісячна сонячна радіація, кДж/м²·день | 3747             | 6732             | 10783            | 14359            | 17458            | 18803            | 18569            | 15531            | 11464            | 6766             | 3814             | 2776             |                  |
| --------------------------------------------- | ---------------- | ---------------- | ---------------- | ---------------- | ---------------- | ---------------- | ---------------- | ---------------- | ---------------- | ---------------- | ---------------- | ---------------- | ---------------- |
| Джерело:                                      |                  |                  |                  |                  |                  |                  |                  |                  |                  |                  |                  |                  |                  |